# Compsilura concinnata
Compsilura concinnata is een vliegensoort uit de familie van de sluipvliegen (Tachinidae). De wetenschappelijke naam van de soort is voor het eerst gepubliceerd in 1824 door Johann Wilhelm Meigen

## Verspreiding
De soort komt voor in Europa, Tunesië, het Afrotropisch gebied, de Zuidelijke Kaukasus, Rusland, Midden-Oosten, Iran, Centraal-Azië, India, Nepal, China, Korea, Japan, Taiwan, Filipijnen, Thailand, Maleisië, Indonesië, Papoea-Nieuw-Guinea, Australië en de Verenigde Staten (geïntroduceerd).

## Biologie en levensloop
Compsilura concinnata heeft drie of vier generaties per jaar. Overwintering vindt plaats in de gastheer-larve. Bij deze soort zijn meer dan 200 soorten als gastheer bekend. Bij de meeste gastheersoorten gaat het om larven van vlinders, maar ook larven van kevers en vliesvleugeligen worden als gastheer gebruikt. Het vrouwtje van deze sluipvlieg injecteert een jong larfje in de gastheer (zelf een larve). Het vliegenlarfje ondergaat drie stadia voordat deze, na ongeveer 17 dagen gaat verpoppen. De verpopping vindt buiten de gastheer plaats, die het uiteindelijk niet overleeft. De imago's leven vijf tot 22 dagen.

## Introductie Verenigde Staten
Deze soort is in 1906 vanuit Europa en mogelijk ook vanuit Japan geïntroduceerd in Massachusetts (de Verenigde Staten). Met deze introductie wilde men de populaties van de gypsy moth ofwel de Plakker (Lymantria dispar) en de brown-tail moth, ofwel de Bastaardsatijnvlinder (Euproctis chrysorrhoea) terugdringen, die op dat moment een plaag vormden.

## Europese gastheersoorten

### Vlinders
- Abraxas grossulariata
- Apocheima pilosaria
- Erannis defoliaria
- Timandra comae
- Acronycta aceris
- Acronycta alni
- Acronycta cuspis
- Acronicta psi
- Acronicta rumicis
- Acronycta tridens
- Subacronicta megacephala
- Craniophora ligustri
- Colocasia coryli
- Cucullia lactucae
- Cucullia lychnitis
- Shargacucullia verbasci
- Cosmia trapezina
- Dypterygia scabriuscula
- Orthosia cerasi
- Orthosia cruda
- Mythimna unipuncta[6]
- Nonagria typhae
- Lacanobia oleracea
- Mamestra brassicae
- Melanchra persicariae
- Diloba caeruleocephala
- Helicoverpa armigera
- Noctua pronuba
- Autographa gamma
- Plusia festucae
- Chrysodeixis chalcites
- Thysanoplusia orichalcea
- Trichoplusia ni
- Trachea atriplicis
- Xestia c-nigrum
- Arctia caja
- Callimorpha dominula
- Lithosia quadra
- Spilosoma lubricipeda
- Calliteara pudibunda
- Euproctis chrysorrhoca
- Euproctis similis
- Leucoma salicis
- Lymantria dispar
- Lymantria monacha
- Orgyia antiqua
- Orgyia recens
- Orgyia trigotephras
- Catocala promissa
- Cerura vinula
- Clostera anachoreta
- Phalera bucephala
- Drymonia ruficornis
- Stauropus fagi
- Thaumetopoea pityocampa
- Thaumetopoea processionea
- Thaumetopoea solitaria
- Thaumetopoea wilkinsoni
- Dendrolimus pini
- Eriogaster lanestris
- Macrothylacia rubi
- Malacosoma neustria
- Poecilocampa populi
- Acherontia atropos
- Deilephila elpenor
- Hyles gallii
- Laothoe populi
- Mimas tiliae
- Smerinthus ocellatus
- Sphinx ligustri
- Sphinx pinastri
- Saturnia pavonia
- Saturnia pyri
- Theresimima ampellophaga
- Zygaena fausta
- Yponomeuta padella
- Plutella xylostella
- Cydalima perspectalis[4]
- Tortrix viridana
- Iphiclides podalirius
- Papilio machaon
- Aporia crataegi
- Pieris brassicae
- Pieris napi
- Pieris rapae
- Charaxes jasius
- Danaus chrysippus
- Aglais io
- Aglais urticae
- Apatura ilia
- Araschinia levana
- Nymphalis antiopa
- Nymphalis polychloros
- Nymphalis xanthomelas
- Polygonia c-album
- Vanessa atalanta
- Vanessa cardui
- Libytha celtis

### Vliesvleugeligen
- Cimbex quadrimaculatus
- Cladius grandis
- Craesus septentrionalis
- Pristiphora rufipes
- Diolcogaster connexa